# Банту (футбольний клуб)
Футбольний клуб «Банту Юнайтед» або просто «Банту» (англ. Bantu United Football Club) — футбольний клуб з міста Мафетенг. 

## Історія
Футбольний клуб «Банту Юнайтед» заснований в 1927 році в місті Мафетенг, в районі з однойменною назвою, є найсильнішим клубом свого регіону і єдиним футбольним клубом міста, який виграв національний чемпіонат в сезоні 2013/14 років, а 6 разів перемагали в національному кубку, 4 з яких здобули поспіль.
На міжнародному рівні вони брали участь в трьох розіграшах континентальних турнірів КАФ і жодного разу не змогли подолати перший раунд.

## Досягнення
- Прем'єр-ліга
  -  Чемпіон (4): 2013/14, 2016/17, 2017/18, 2019/20
  -  Срібний призер (2): 2012/13, 2014/15
  -  Бронзовий призер (3): 1989, 2010/11, 2011/12

- Кубок Лесото
  -  Володар (6): 1992/93, 1996/97, 2010/11, 2011/12, 2012/13, 2013/14

## Статистика виступів на континентальних турнірах
| Сезон | Турнір                     | Раунд      | Клуб        | Вдома | На виїзді | Всього |
| ----- | -------------------------- | ---------- | ----------- | ----- | --------- | ------ |
| 1994  | Кубок володарів кубків КАФ | Попередній | Блек Африка | т.п.1 | т.п.1     | т.п.1  |
| 1994  | Кубок володарів кубків КАФ | 1          | Тотал Ейсиз | 1-2   | 1-6       | 1-8    |
| 1998  | Кубок володарів кубків КАФ | Попередній | Нотвейн     | 1-4   | 0-4       | 1-8    |
| 2015  | Ліга чемпіонів КАФ         | Попередній | Мангаспорт  | 0-0   | 0-1       | 0-1    |

1- ФК «Блек Африка» покинув турнір.

## Відомі гравці
- Тлатлі Маіле
- Лікано Тееле
- Мосіуа Босека